# 五錢紙幣
五钱纸币（／）是曾经流通的一种日本银行券。分为い号券和A号券两种。1953年根据《小额通货整理法》停止流通。

## い号券
- 面值：五钱

- 正面：楠木正成像

- 背面：彩色花纹
- 尺寸：宽48mm，长100mm[1]
- 开始发行日：1944年（昭和19年）11月1日
- 停止流通日：1953年（昭和28年）12月31日
- 水印：桐

太平洋战争时期，日本金属不足，因此发行了小面额的日本银行券。

## A号券
- 面值：五钱

- 正面：梅花
- 背面：彩色花纹
- 尺寸：宽48mm，长94mm[2]
- 开始发行日：1948年（昭和23年）5月25日
- 停止流通日：1953年（昭和28年）12月31日
- 水印：无